# Прапори наших батьків
«Прапори́ на́ших батькі́в» (англ. Flags of Our Fathers) — американський історичний фільм 2006 року. Режисер — Клінт Іствуд.
Фільм знятий на основі однойменної книги 2000 року (див. Flags of Our Fathers), написаної Джеймсом Бредлі (англ. James Bradley) та Роном Паверсом (англ. Ron Powers).
У книзі розповідається про Битву за Іодзіму, а також п'ятьох морських піхотинців та одного військового санітара, які ввійшли в історію завдяки тому, що були сфотографовані під час встановлення американського прапора на Іодзімі.
Одним із цих шести героїв є українець Майкл Стренк, виходець із села Орябина в Карпатах (тепер у Словаччині).

## Сюжет
Розповідь у фільмі ведеться від імені американських військових. «Прапори наших батьків» є частиною дилогії Клінта Іствуда про Битву за Іодзіму. Японська точка зору зображена у сиквелі «Листи з Іодзіми» (2006 рік).

## У ролях
| Актор                   | Роль                                                       |
| ----------------------- | ---------------------------------------------------------- |
| Раян Філліпп            | Джон «Док» Бредлі, санітар                                 |
| Джессі Бредфорд         | Рене Геньон, капрал                                        |
| Адам Біч                | Айра Гейз, капрал                                          |
| Джон Бенжамін Гіккі     | Кейз Біч, комендор-сержант                                 |
| Пол Вокер               | Генк Гансон, сержант                                       |
| Джон Слеттері           | Бад Гербер                                                 |
| Баррі Пеппер            | Майкл Стренк, сержант                                      |
| Джеймі Белл             | Ральф Ігнатовські, рядовий                                 |
| Роберт Патрік           | Чендлер Джонсон, полковник                                 |
| Том Маккарті            | Джеймс Бредлі, письменник                                  |
| Ніл Макдонаф            | Дейв Северанс, капітан                                     |
| Мелані Лінскі           | Полін Арнуа-Геньон                                         |
| Джозеф Кросс            | Франклін Суслі, рядовий першого класу                      |
| Нед Айзенберґ           | фотограф Джо Розенталь                                     |
| Кріс Бауер              | Александер Вандегріфт, генерал корпусу морської піхоти США |
| Бенджамін Вокер         | Гарлон Блок, капрал                                        |
| Майра Терлі             | Меделін Евеллі                                             |
| Старк Сендс             | Вальтер Гаст                                               |
| Гордон Клепп            | Голланд Сміт, генерал морської піхоти                      |
| Скотт Іствуд            | Роберто Ландзфорд, рядовий                                 |
| Джудіт Айві             | Бель Блок                                                  |
| Джейсон Грей-Стенфорд   | Шрієр, лейтенант                                           |
| Девід Патрік Келлі      | Гаррі Трумен, 33-й президент США                           |
| Гарві Преснелл          | Дейв Северанс у старості                                   |
| Джордж Гріззард         | Джон Бредлі у старості                                     |
| Енн Дауд                | місис Странк                                               |
| Девід Раш               | сенатор                                                    |
| Мері Бет Пейл           | місіс Бредлі                                               |
| Бет Ґрант               | мати Рене Геньона                                          |
| Лен Каріу               | містер Біч                                                 |
| Джордж Гірн             | Вальтер Густ                                               |
| Том Веріка              | Пеннелл, лейтенант                                         |
| Йоганн Гунар Йоганнссон | сержант на пляжі                                           |
| Сайлас Вейр Мітчелл     | лаборант                                                   |
| Джейма Мейс             | медсестра                                                  |